# 地安门西大街
39°55′54″N 116°22′22″E / 39.93153°N 116.37277°E
地安门西大街是位于中国北京市西城区的一条大街。

## 简介
地安门西大街东起地安门外大街，西到西四北大街。因位于北京皇城地安门之西，故得名。地安门西大街处于明清时期北京皇城北墙外侧。明朝时称“皇城北大街”。清朝光绪《顺天府志》作“地安门外西城根”（“城”指皇城。城之脚下，故称“城根”）。光绪三十四年（1908年）《详细帝京舆图》以其位于地安门之西，又作“西皇城根”。民国十七年（1928年）北伐成功后，北京的街巷出现了改名潮流，西皇城根改为“西黄城根”，以示革命。

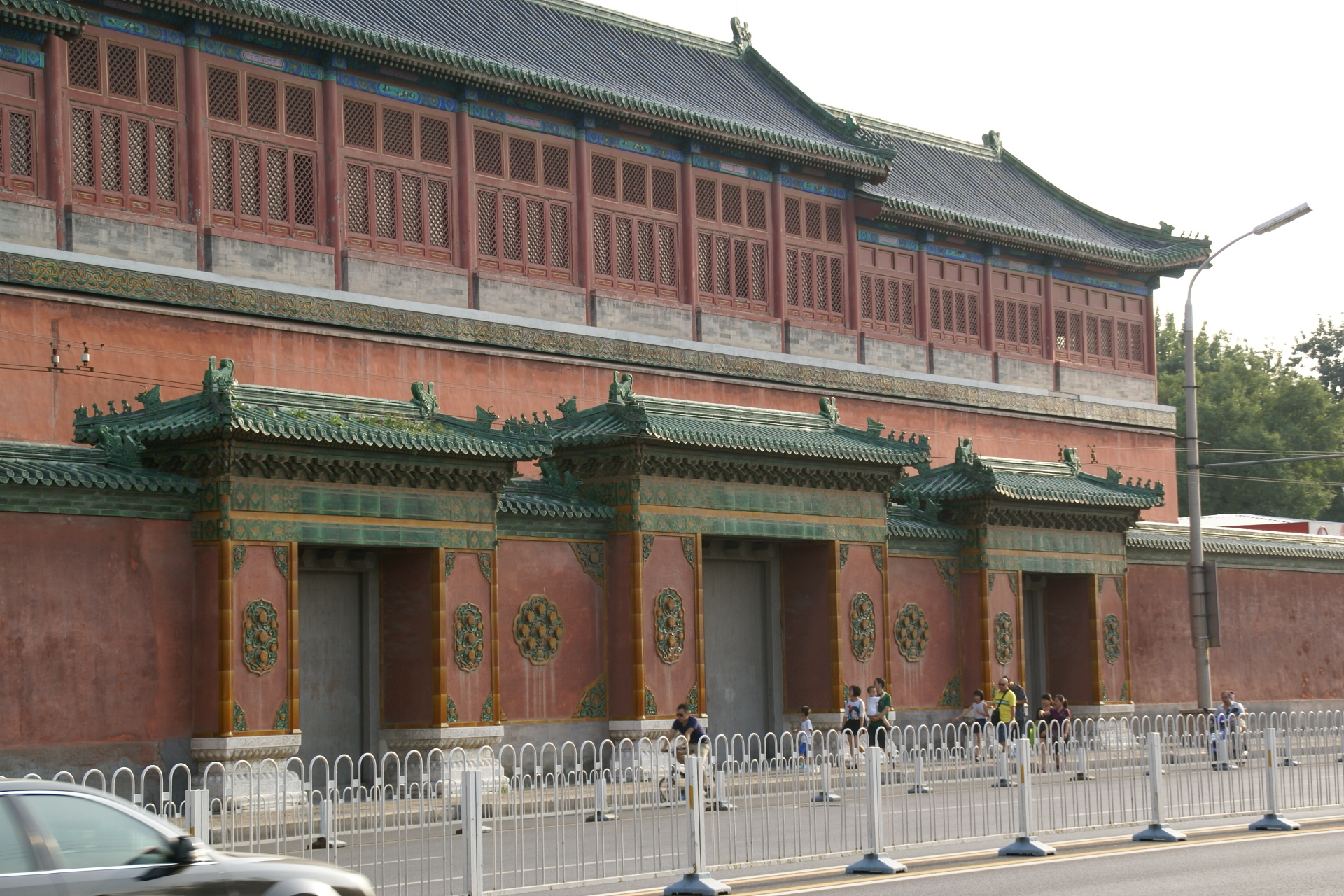
地安门西大街及南侧的北海公园大圆镜智宝殿建筑群

地安门西大街西端，明朝时为太平仓，清朝时为庄亲王府，故不通。须经护仓胡同向北折，经马状元胡同（今群力胡同）才能到达新街口地区。中华民国成立后，将庄亲王府中部打通，辟为道路，称“平安里大街”。1965年，与西黄城根合并，统称“地安门西大街”。文化大革命中，地安门西大街更名为“工农兵西大街”。后复名为“地安门西大街”。现为平安大街的组成部分。
地安门西大街的古迹很多。南侧有北海公园。北侧有什刹海前海。什刹海前海迤西有贤良祠，建于清朝雍正八年（1730年），祭祀有功的王公大臣。再西有旌勇祠，建于清朝乾隆三十三年，祭祀将军明瑞、配祀扎拉丰阿、观音保、李全、王玉廷，有乾隆帝勅建碑，山门、碑、享殿均尚存，现为中国人民解放军总参谋部使用。旌勇祠西侧的胡同称旌勇里。再往西的地安门西大街153号院原是中华民国大总统徐世昌之弟徐世襄的宅第，共五进院落，现由北京电化教育馆使用。